# Scarthyla goinorum
Scarthyla goinorum är en groddjursart som först beskrevs av Werner C.A. Bokermann 1962.  Scarthyla goinorum ingår i släktet Scarthyla och familjen lövgrodor. IUCN kategoriserar arten globalt som livskraftig. Inga underarter finns listade i Catalogue of Life.